# Шанкар, Рави
Рави Шанкар (англ. Ravi Shankar, бенг. রবি শঙ্কর Robi Shôngkor, хинди रवि शङ्कर или शंकर; 7 апреля 1920, Варанаси — 11 декабря 2012, Сан-Диего) — индийский музыкант, композитор, широко известен как виртуоз игры на ситаре.

## Биография

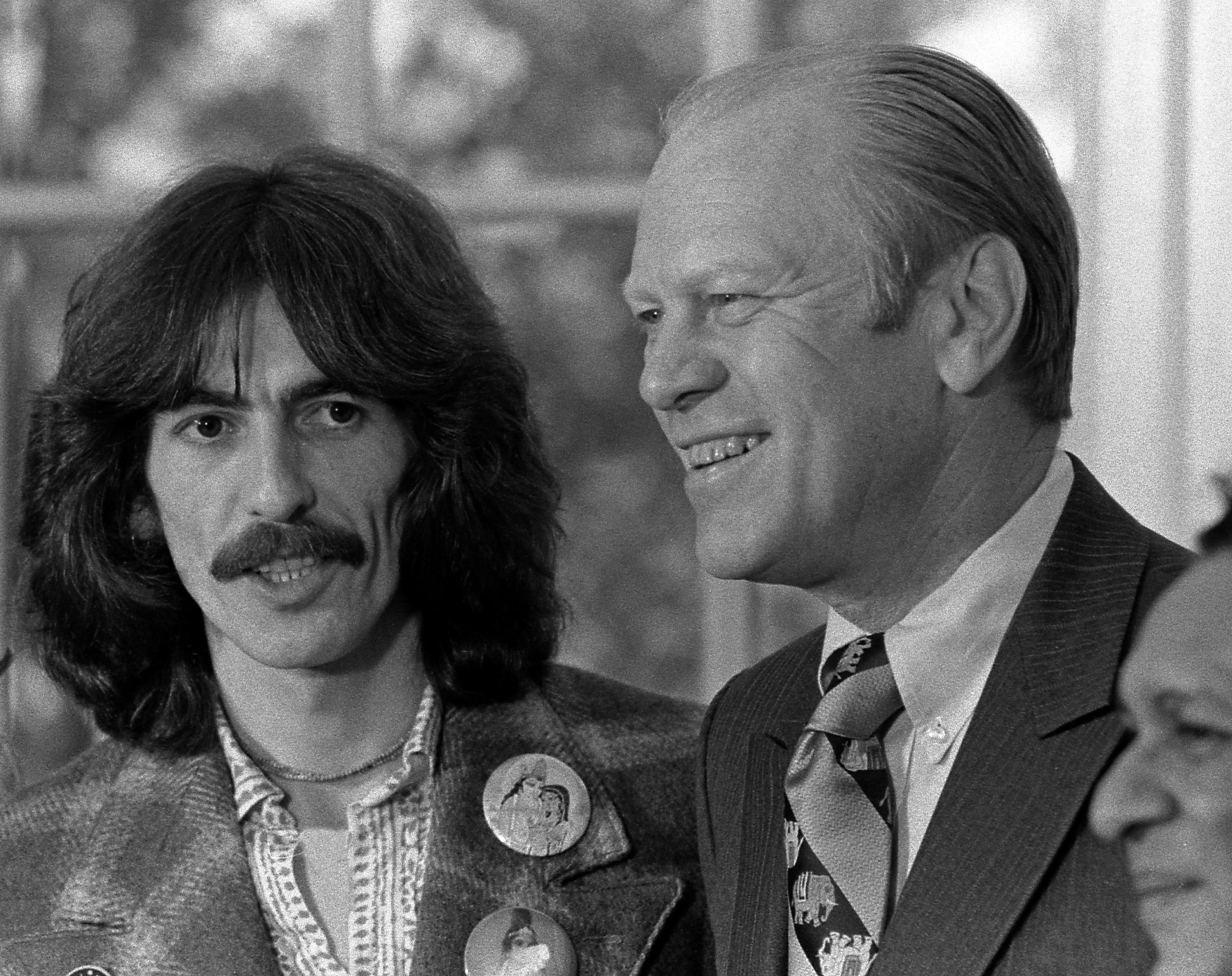
Джордж Харрисон, Джеральд Форд и Рави Шанкар в Овальном кабинете, 1974 год

Рави Шанкар, вероятно, является самым известным в мире индийским музыкантом. Он внёс большой вклад в популяризацию в западных странах индийской классической музыки в целом и её инструментов и исполнителей в частности. Важную роль при этом сыграли как знакомство с группой The Beatles и долгая дружба с их гитаристом Джорджем Харрисоном (Харрисон учился у Рави игре на ситаре), так и личная харизма Рави Шанкара.
Выступал на легендарных фестивалях в Монтерее (1967) и Вудстоке (1969), в 1960-х годах  концертировал вместе с Иегуди Менухиным (в январе 1967 года был выпущен релиз «West Meets East», отражающий их совместную деятельность).
Работал в кино с Сатьяджитом Раем, Мриналом Сеном, Норманом МакЛареном, Оливером Стоуном, Ричардом Аттенборо и др., ему принадлежит музыка более чем к тридцати игровым и документальным фильмам.
Музыкальная карьера Рави Шанкара длилась более шести десятилетий, а его международная карьера, согласно «Книге рекордов Гиннесса», являлась самой продолжительной в мире. Носил почётное звание «пандит» (с санскр. — «учёный», титул давался обычно религиозным учителям высокого ранга).
От первой жены Аннапурны Деви имел сына Шубхендра Шанкара (1942—1992), композитора, музыканта и художника. Отец певицы Норы Джонс (от Сью Джонс, род. 1979) и Анушки Шанкар (от Суканьи Шанкар, род. 1981), американской ситаристки и композитора.
Рави Шанкар был индуистом и вегетарианцем.
С 1960-х годов он жил в США, в Калифорнии.

### Смерть и память
9 декабря 2012 года, после жалоб на затруднённость дыхания, Шанкара поместили в одну из клиник благотворительной сети Scripps Health в Ла-Холье, Сан-Диего, штат Калифорния. Он умер через два дня, 11 декабря 2012 года, около половины пятого пополудни, находясь в реанимации после операции по пересадке сердечного клапана. Ему было 92 года.
5—6 января 2013 года в Калькутте, в большом концертном зале «Nazrul Mancha» прошёл фестиваль мастеров классической индийской музыки, посвящённый памяти Рави Шанкара. Фестиваль был организован культурным обществом «Shreeranjani», которое возглавлял известный сародист Теджендра Мазумдар. Почтить память «учителя» с разных концов Индии и мира в Калькутту приехали такие мастера, как пандит Шивкумар Шарма, пандит Бирджу Махарадж, Харипрасад Чаурасия, пандит Джасрадж, устад Аашиш Хан, доктор Гириджа Дэви, пандит Свапан Чаудхури и устад Закир Хуссейн.

## Музыкальные произведения
- Концерт № 1 для ситара с оркестром (1971).
- Концерт № 2 для ситара с оркестром «Raga Mala (Гирлянда раг)» (1982).
- Концерт № 3 для ситара с оркестром (2009).
- Симфония (2010).
- Произведения в различных жанрах камерной музыки, в том числе «Morning Love» для ситара, флейты, танпуры и таблы.
- Песни, в том числе «Sare jahа se acchа…».
- Музыка к фильмам.
- Интерпретации многочисленных традиционных индийских раг.

### Издания в СССР
В 1983 году (переиздан в 1986) в СССР вышел альбом Рави Шанкара, на котором были представлены две классические индийские раги: «Ахир Лалит» и «Расийя» (переиздание альбома 1967 года Two Raga Moods).

## Дискография
Студийные и концертные альбомы
- 1956 — Three Ragas
- 1960 — Anuradha (soundtrack)
- 1962 — Improvisations (studio album)
- 1962 — India’s Most Distinguished Musician In Concert
- 1963 — India’s Master Musician
- 1964 — In London (studio album)
- 1964 — Ragas & Talas
- 1964 — Portrait of Genius
- 1965 — Sound of the Sitar
- 1967 — Live at Monterey (Ravi Shankar album)
- 1967 — In San Francisco
- 1967 — West Meets East (with Yehudi Menuhin)
- 1967 — At the Monterey Pop Festival
- 1967 — The Exotic Sitar and Sarod
- 1968 — A Morning Raga / An Evening Raga
- 1968 — The Sounds of India
- 1968 — In New York
- 1969 — At the Woodstock Festival
- 1971 — Concerto for Sitar & Orchestra (with London Symphony Orchestra & Andre Previn), при участии Иегуди Менухина и Жана-Пьера Рампаля
- 1971 — The Concert for Bangladesh
- 1972 — Raga (Soundtrack)
- 1973 — In Concert 1972
- 1973 — Transmigration Macabre (Soundtrack)
- 1973 — Ragas with Ali Akbar Khan
- 1974 — Shankar Family & Friends
- 1976 — Music Festival From India
- 1979 — Shankar In Japan
- 1981 — Homage to Mahatma Gandhi
- 1982 — Raga—Mala (Sitar Concerto No. 2), при участии Иегуди Менухина
- 1986 — Pandit Ravi Shankar (album)
- 1987 — Tana Mana
- 1988 — Inside The Kremlin
- 1989 — The Sounds Of India (Remastered)
- 1990 — Passages (with Philip Glass)
- 1990 — Ragas
- 1990 — Tana Mana
- 1992 — Ravi Shankar: The Doyen of Hindustani Music
- 1994 — At The Woodstock Festival (Remastered)
- 1995 — From India
- 1995 — Genesis
- 1995 — Concert For Peace Royal Albert Hall
- 1996 — In Celebration Highlights
- 1996 — Pandit Ravi Shankar
- 1997 — In Concert
- 1997 — Chants Of India
- 1997 — Raga Tala
- 1998 — Portrait Of Genius (remastered)
- 1998 — At The Monterey International Pop Festival (live)
- 1998 — Raga Jogeshwari
- 1998 — Ragas Varanasi
- 1998 — Shankar: Sitar Concertos and Other Works
- 1999 — Raga—Mala
- 1999 — Improvisations
- 1999 — India’s Master Musician
- 1999 — West Meets East
- 2000 — Three Ragas
- 2000 — Sound Of The Sitar
- 2000 — From Dusk To Dawn
- 2000 — In New York
- 2001 — Full Circle (at Carnegie Hall)
- 2001 — In San Francisco
- 2001 — Ravi Shankar: Between Two Worlds (Documentary—directed by Mark Kidel)
- 2001 — Master Of Sitar
- 2002 — In London
- 2004 — Homage To Mahatma Gandhi
- 2004 — The Rough Guide To Ravi Shankar
- 2006 — Transmigration Macabre
- 2007 — Flowers of India
- 2012 — Symphony (with London Philharmonic Orchestra and David Murphy)

## Премии и награды
Рави Шанкар имеет множество премий, наград и почётных званий, в числе которых:
- Три премии «Грэмми»
- 14 почётных докторских титулов
- Азиатская премия культуры Фукуока (1991)
- Премия Рамона Магсайсая (1992)
- Императорская Премия Японии (1997)
- Все три высшие государственные награды Индии — ордена Бхарат Ратна (высшая), Падма Вибхушан (вторая) и Падма Бхушан (третья).